# Politikåret 1981

## Händelser

### Januari
- 4 januari - 43-årige Pinto Balsemao blir ny premiärminister i Portugal.[1]
- 10 januari
  - Zimbabwes arbetsminister Edgar Tekere avskedas.[1]
  - Fackföreningen Solidaritet genomför en stor strejk i Polen mot regimens vägran på krav på 40 timmars arbetsvecka och lediga lördagar.[1]
- 14 januari – Cirka 600 polismän går till aktion mot demonstranter vid Stilla vid Altaälven i Norge.[1]
- 15 januari
  - Gösta Bohman firas på 70-årsdagen.[1]
  - Lech Walesa besöker romersk-katolska kyrkans påve Johannes Paulus II.[1]
- 20 januari – Ronald Reagan tillträder som USA:s 40:e president.[1]
- 20-25 januari – Ambassadgisslan flygs, efter förhandlingar, från Teheran via Alger och Wiesbaden och slutligen till New York.[1]
- 23 januari – I Sydkorea omvandlas dödsdomen mot oppositionsledaren Kim Dae Jung till livstids fängelse.[1]
- 25 januari – Mao Zedongs änka Jiang Qing döms till döden, då domarna mot De fyras gäng faller i Peking. Övriga åtta döms till fängelse.[1]
- 26 januari – Greklands premiärminister Georgis Rallis blir första grekiska premiärminister att besöka Sverige.[1]
- 29 januari – Spaniens premiärminister Adolfo Suárez avgår efter kritik, i kölvattnet av den ekonomiska krisen, med hög arbetslöshet, samt det politiska våldet.[1]
- 30 januari – Norges statsminister Odvar Nordli avgår av hälsoskäl.[1]
- 31 januari – Fackföreningen Solidaritet och regeringen i Polen enas om tre lediga lördagar i veckan, samt sex timmars arbete den fjärde lördagen.[1]

### Februari
- Februari – Våldsamma ungdomskravaller rasar i månadens början i Västberlin och Zürich, där det protesteras mot tilltagande arbetslöshet samt bostadsbrist.[1]
- 2 februari – Sydkoreas president Chun Doo-hwan besöker USA.[1]
- 3 februari – Gro Harlem Brundtland blir Norges och Nordens första kvinnliga statsminister.[1]
- 8 februari – Sveriges socialdemokratiska arbetareparti noteras för 50,5 % vid en SIFO-undersökning.[1]
- 10 februari – Sveriges kungapar inleder ett fyra dagars statsbesök i Tanzania.[1]
- 11 februari – General Wojciech Jaruzelski efterträder Josef Pinowski som premiärminister i Polen.[1]
- 18 februari – USA:s president Ronald Reagan lägger fram sitt ekonomiska program, med besparingr om 41,4 miljarder amerikanska dollar, inför USA:s kongress.[1]
- 23 februari - I Spanien misslyckas ett kuppförsök med skottlossning i parlamentet.[1]
- 24 februari – Sveriges kungapar avslutar ett fyra dagars statsbesök i Saudiarabien.[1]
- 25 februari – Islands president Vigdís Finnbogadóttir inleder ett tre dagars statsbesök i Danmark.[1]

### Mars
- Mars – Den svenska regeringen och socialdemokraterna förhandlar om en skattereform.
- 8 mars – Internationella kvinnodagen firas i Sverige med stor uppslutning.[1]
- 11 mars – Augusto Pinochet väljs om som president i Chile på en åttaårsperiod.[1]
- 18 mars
  - Västtyskland skakas av en opinionsundersökning från Stern, som pekar på stark antisemitism.[1]
  - Sveriges riksdag har utrikespolitisk debatt. Både Olof Palme och Ola Ullsten beklagar supermakternas/industriländernas syn på konflikter ur perspektivet öst-väst.[1]
- 20 mars – Argentinas tidigare president Isabel Perón döms till åtta års fängelse, skyldig för två fall av korruption, av en federal domstol.[1]
- 29 mars – General Roberto Eduardo Viola efterträder general Jorge Rafael Videla som president i Argentina.[1]
- 30 mars – USA:s president Ronald Reagan utsätts för ett misslyckat attentat i Washington DC, där han emellertid skottskadas.[1]

### April
- 1 april - Ett misslyckat statskuppförsök genomförs i Thailand.[1]
- 6 april - Mark Eyskens utses till ny premiärminister i Belgien efter Wilfried Martens.[1]
- 7 april - Sveriges statsminister Thorbjörn Fälldin anländer till Kina för ett en veckas besök, där han bland annat får träffa Deng Xiaoping.[1]
- 24 april – Socialdemokraterna och mitten (Centerpartiet och Folkpartiet) i Sverige enas om en kompromiss i skattefrågan under vad som har kallats Den underbara natten. Detta leder till att Moderaterna så småningom lämnar regeringen.

### Maj
- 1 maj
  - Första maj präglas i Sverige av socialdemokratiskt krav på nyval, i Polen av att partiledarna för första gången sedan det kommunitstiska maktövertgandet går i tåget, och av inställt firande i Wien sedan socialdemokraten Heinz Nittel mördats.[1]
  - I USA förklaras Demokratiska partiets senator Harrison A. Williams skyldig av en jury för korruption och mutbrott.[1]
- 5 maj – Moderaterna lämnar Sveriges regering i protest mot skattekompromissen den 24 april.[1]
- 8 maj
  - Japans premiärminister [Zenko Suzuki] avslutar ett statsbesök i Afghanistan.[1]
  - Thorbjörn Fälldin avgår som Sveriges statsminister.[1]
- 10 maj – Parti Socialiste bildar regering i Frankrike och François Mitterrand blir president.
- 13 maj - Romersk-katolska kyrkans påve Johannes Paulus II skadas allvarligt då han beskjutits på Petersplatsen.[1]
- 14 maj – Sveriges riksdag beslutar att på försök stänga igen Systembolagets butiker på lördagar under perioden juni-september.[1]
- 19 maj – Thorbjörn Fälldin bildar en ny svensk regering av center- och folkpartister.
- 20 maj – Sveriges riksdag beslutar att pricka hanbdelsminister Staffan Burenstam-Linder för hanteringen av Telubaffären.[1]
- 21 maj – François Mitterrand tillträder som president i Frankrike.[1]
- 22 maj – Den nya Fälldinregeringen tillträder i Sverige.[1]
- 26 maj - I Italien lämnar kristdemokratiske premiärminister Arnaldo Forlani in en avskedsansökan.[1]
- 27 maj - Svenske politikern Olof Palme talar på Metallinternationalens kongress i Washington, D.C.. Han kritiserar amerikanske presidenten Ronald Reagans ekonomiska politik, samt kapprustningen.[1]
- 28 maj
  - Sveriges socialminister Karin Söder talar på Folknykterhetens dag i Pildammsparken i Malmö, och prisar Systembolagets stängning på lördagen, samt menar att det närmaste målet är att alkoholkonsumtionen i Sverige sänks med minst 20 % under 1980-talet, och att de vuxnas alkoholvanor måste ändras för att påverka barnen.[1]
  - Folkpartiet noteras för 3,4 % vid Sveriges Radios opinionsundersökning.[1]

### Juni
- 4 juni – Egyptens president Anwar Sadat och Israels premiärminister Menachem Begin möts i Sharm el Sheikh.[1]
- 9 juni – Sveriges riksdag beslutar att förbjuda spridning av videovåld till barn under 15 år i Sverige från 1 juli 1981.[1]
- 13 juni – Sveriges tidigare statsminister Tage Erlander fyller 80 år, och firas för sina samhällsinsats med bland annat inrättandet av en professur vid hans namn vid naturvetenskapliga forskningsrådet.[1]
- 14 juni – USA:s utrikesminister Alexander Haig anländer till Peking för ett fyra dagar långt besök.[1]
- 15 juni - I Warszawa inleds en rättegång mot fyrao liktänkande.[1]
- 16 juni – Sveriges utrikesminister Ola Ullsten anländer till Polen för ett två dagar långt besök.[1]
- 28 juni - I Italien bildar Giovanni Spadolini den 45:e regeringen sedan 1945.[1]

### Juli
- 6 juli – Argentinas tidigare president Isabel Perón friges efter drygt sex års husarrest.[1]
- 21 juli - I Sovjetunionen döms oppositinelle Felix Serebrov till fyra års arbetsläger följt av fem års förvisning.[1]
- 27 juli - Från Iran meddelas att Mohammad Ali Rajai valts till ny president.[1]
- 29 juli - USA:s kongress godkänner ett förslag från president Ronald Reagan som innebär att USA sänker skatterna.[1]
- 31 juli - Svenske politikern Olof Palme avslutar Almedalsveckan.[1]

### Augusti
- 2 augusti - Mohammad Ali Rajai tillträder som president i Iran.[1]
- 4 augusti - I Warszawa genomförs stora protester mot den svåra livsmedelssituationen i Polen.[1]
- 5 augusti - Egyptens president Anwar Sadat anländer till USA för möte med USA:s president Ronald Reagan.[1]
- 10 augusti - Sveriges statsminister Thorbjörn Fälldin talar i Nairobi och lovar ökad svensk u-hjälp till bland annat energi. Han besöker under sin Afrikaresa även Zimbabwe, Moçambique, Zaire, samt kritiserar apartheid i Sydafrika.[1]
- 13 augusti - 20-årsminnet av Berlinmurens byggande 1961 uppmärksammas i både öst och väst.[1]
- 14 augusti - Polens kommunistpartiledare Stanislaw Kania och regeringschef Wojciech Jaruzelski besöker Sovjetunionens president Leonid Brezjnev på Krim.[1]
- 17 augusti – Sveriges tidigare handelsminister Staffan Burenstam-Linder frikänns från en prickning för hanteringen av Telubaffären.[1]
- 24 augusti – Svensk kravallpolis stormar Irans ambassad på Lidingö, som ockuperas av 33 iranska studenter som protesterar mot avrättningar och våldsdåd i Iran.[1]
- 26 augusti
  - Sveriges handelsminister Björn Molin talar på Svenska beklädnadsarbetareförbundets kongress i Stockholm, och blir därmed första borgerliga statsråd att tala då ett LO-förbund hr kongress.[1]
  - Egyptens president Anwar Sadat och Israels premiärminister Menachem Begin möts på Anwar Sadats lantställe utanför Alexandria.[1]
- 31 augusti – Sydkoreas premiärminister Nam Duck Woo anländer till Stockholm för två dagars statsbesök.[1]

### September
- 1 september - I Centralafrikanska republiken genomförs en oblodig armékupp där president David Dacko störtas.[1]
- 10 september - Fackföreningen Solidaritet kräver fria val i Polen.[1]
- 11 september - Kristdemokraten Dries van Agt bildar koalitionsregering i Nederländerna efter tre och en halv månaders förhandlingar.[1]
- 15 september - Egypten kräver att Sovjetunionen kallar hem ambassadören och sex ambassadtjänstemän inom 48 timmar.[1]
- 21 september – Brittiska Honduras blir självständigt som Belize.
- 23 september – Sveriges kungapar avslutar ett 10 dagars statsbesök i Kina, vilket är det första svenska kungabesöker där.[1]
- 24 september – Zimbabwes president Robert Mugabe undertecknar ett utvecklingssamarbete i Stockholm under ett Sverigebesök.[1]
- 28 september
  - USA:s och Sovjetunionens utrikesministrar Alexander Haig och hans kollega Andrej Gromyko samtalar i fem timmar på Sovjetunionens FN-ambassad.[1]
  - Frankrikes senat röstar för dödsstraffets avskaffande, och giljotinerna förpassas efter 189 år till museerna.[1]

### Oktober
- 3 oktober - Ali Khamenei väljs till ny president i Iran.[1]
- 6 oktober
  - Egyptens president Anwar Sadat mördas vid ett attentat under en militärparad.
  - Sveriges riksdag inleder sitt arbetsår 1981/1982.[1]
- 14 oktober
  - Kåre Willoch bldar högerregering i Norge.[1]
  - Sveriges riksdag har allmänpolitisk debatt.[1]
- 22 oktober - I Cancún i Mexiko möts i dagarna åtta ledarna för åtta i-länder och 14 u-länder för att diskutera världsfattigdom och svält.[1]
- 26 oktober
  - Finlands president Urho Kekkonen lämnar in sin avskedsansökan efter 25 år på posten.
  - Islands president Vigdís Finnbogadóttir inleder ett tre dagars statsbesök i Sverige.[1]
- 27 oktober - Urho Kekkonen meddelar att han avgår som president i Finland.[1]
- 29 oktober - Mir-Hossein Mousavi utses till Irans nya premiärminister.[1]
- 30 oktober - I Sverige föreslår moderata riksdagskvinnan Inger Lindquist att sexklubbarna förbjuds.[1]

### November
- 3 november - Turkiets tidigare premiärminister Bülent Ecevit döms av en domstol i  Ankara till fyra månaders fängelse för kritiska yttranden mot militärjuntan.[1]
- 11 november - Polen firar sin självständighetsdag för första gången under kommunistiskt styre.[1]
- 17 november – Sveriges kungapar besöker USA och avslutar resan med att den 22 november få träffa USA:s president Ronald Reagan.[1]
- 22 november
  - Sovjetunionens president Leonid Brezjnev inleder ett officiellt besök i Västtyskland.[1]
  - Nästan en halv miljon människor hyllar Francisco Franco i Madrid, på dagen sex år efter hans död.[1]
- 19 november - En domstol i Milano dömer 19 medlemmar i Röda brigaderna till diverse fängelsestraff.[1]
- 23 november - I Danmark döms Fremskridtspartiets ledare Mogens Glistrup till fyra års fängelse för skattebrott.[1]
- 30 november - Frankrikes president François Mitterrand inleder ett tvådagarsbesök i Algeriet.[1]

### December
- 3 december – Den svenska regeringen föreslår, att man ska kunna genomföra ett namnbyte under livet om man vill och att makar ska få välja vilket av bådas efternamn de vill ha.
- 13 december -  I Polen övertas makten av ett militärråd, och undantagstillstånd införs. Fackföreningen Solidaritet förbjuds.[1]
- 14 december - Israels Knesset beslutar att annektera Golanhöjderna, som varit ockuperade sedan Sexdagarskriget.[1]
- 19 december - Sovjetunionens president Leonid Brezjnev fyller 75 år och firas med att tilldelas diverse ordnar och andra utmärkelser.[1]
- 22 december - General Leopoldo Galtieri ersätter Roberto Viola som Argentinas president.[1]
- 23 december - Svenske politikern Gunnar Sträng fyller 75 år och firas med att av Socialdemokraterna med att få en resa till valfri ort tillsammans med hustrun Ingrid samt en vänbok.[1]
- 30 december - Anker Jørgensen presenterar Danmarks nya regering.[1]

### Okänt datum
- Den svenska regeringen presenterar under andra halvan av året omfattande besparingsförslag för att minska budgetunderskottet.

## Val och folkomröstningar
- 10 maj - Socialisten François Mitterrand vinner presidentvalet i Frankrike.[1]
- 17 maj - Italien säger i en folkomröstning ja till lagen som ger kvinnorna rätt till laglig abort.[1]
- 26 maj - Småpartier noterar flera framgångar vid parlamentsvalet i Nederländerna.[1]
- 14 juni - Schweiz säger i en folkomröstning ja till en författningsreform som ger båda könen lika rättigheter.[1]
- 21 maj - Socialisterna vinner parlamentsvalet i Frankrike.[1]
- 16 juli - Med 42 % vinner SDP i Storbritannien framgång vid fyllnadsvalet i Warrington.[1]
- 14 september –  Høyre går framåt vid Stortingsvalet i Norge.[1]
- 13 maj - Hosni Mubarak vinner presidentvalet i Egypten.[1]
- 18 oktober
  - Grekland går till Europaparlamentsval.
  - PASOK vinner parlamentsvalet i Grekland.[1]
- 27 oktober - Andrew Young vinner borgmästarvalet i Atlanta.[1]
- 1 november - Desourpartiet vinner alla 136 platser vid parlamentsvalet i Tunisien.[1]
- 8 november - Belgien går till parlamentsval.[1]
- 15 november - Abdus Sattar vinner parlamentsvalet i Bangladesh.[1]
- 17 november - Kommunalvalen i Danmark slutar i bakslag för Socialdemokratiet.[1]
- 22 november - Lars Werner väljs om som partiordförande på VPK.s kongress i Södertälje.[1]
- 26 november - SDP vinner fyllnadsvalet i Liverpoolförstaden Crosby.[1]
- 29 november - Premiärminister Robert Muldoons regerande nationella parti misslyckas med att få majoritet i presidentvalet Nya Zeeland.[1]
- 1 december - 54-årige liberalen Roberto Suazo Cordova väljs av folket till president i Honduras.[1]
- 8 december – Folketingsvalet i Danmark slutar i liberala framgångar.[1]

## Organisationshändelser
- 14 februari – I Sverige håller Centerpartiet extrastämma.[1]
- 2 mars
  - Labourpartiet i Storbritannien uppges ha splittrats, och ett socialdemokratiskt parti bildats.[1]
  - Nordiska rådet inleder sin 29:e session i Köpenhamn.[1]
- 3 mars – Leonid Brezjnev väljs om som generalsekreterare i Sovjetunionens kommunistparti.[1]
- 26 mars - Ett socialdemokratiskt parti bildas formellt i Storbritannien.[1]
- 4 april - Gro Harlem Brundtland väljs till ordförande i Det norske Arbeiderparti vid partikongressen i Hamar.[1]
- 14 april - Erich Honecker omväljs på ytterligare en femårsperiod som ordförande i SED.[1]
- 14 maj
  - Sveriges riksdag beslutar med siffrorna 225-80 att på försök stänga igen Systembolaget på lördagarna under perioden juni-september.[1]
  - Europarådet stänger av  Turkiett ills vidare, tills "demokratin återställts".[1]
- 15 juni – I Sverige håller Centerpartiet stämma i Ronneby. Thorbjörn Fälldin väljs om som ordförande.[1]
- 22 juni – Hua Guofeng avsätts som ordförande för Kinas kommunistparti.[1]
- 14 juli - Polens kommunistparti inleder sin kongress i Warszawa. Stanislaw Kania väljs om som förste sekreterare.[1]
- 21 juli - G7-mötet i Ottawa avslutas.[1]
- 17 september - FN högtidlighåller Dag Hammarskjölds minne, på dagen 20 år efter hans död.[1]
- 19 september – I Sverige bildas Miljöpartiet på ett möte i Örebro.[1]
- 27 september - Denis Healey väljs till ny vice ordförande för det brittiska Labourpartiet.[1]
- 30 september – Sveriges socialdemokratiska arbetareparti beslutar på sin 28:e kongress, i Folkets hus i Stockholm om att verka för löntagarfonder.[1]
- 18 oktober - Stanislaw Kania avgår som Polens kommunistpartiledare, och efterträds av regeringschefen Wojciech Jaruzelski.[1]
- 25 oktober – I Sverige väljs Ulf Adelsohn till moderaternas partiledare efter Gösta Bohman.[1]
- 6 november – Sveriges socialdemokratiska arbetareparti firar 100-årsminnet av August Palms tal 1981.[1]

## Födda
- 3 mars – Julius Malema, ordförande i ANC:s ungdomsförbund 2008–2011.
- 8 juli – Sabine Herold, talesperson för Alternative libérale 2008–2009.
- 24 augusti – Vera Kobalia, Georgiens ekonomi- och hållbar utvecklingsminister sedan 2010.
- 14 november – Carl Emanuelsson, talesperson för Feministiskt initiativ sedan 2011.

## Avlidna
- 22 januari - Nils G. Hansson, svensk politiker i Bondeförbundet/Centerpartiet.[1]
- 11 maj - Heinz-Herbert Karry, 61, ekonomiminister i Hessen (mördad).[1]
- 6 februari - Frederika av Hannover, 63, tidigare grekisk drottning.[1]
- 30 maj – Ziaur Rahman, Bangladeshs president 1977–1981.
- 30 augusti – Mohammad Ali Rajai, Irans president 2–30 augusti 1981.
- 28 september – Rómulo Betancourt, Venezuelas president 1945–1948 och 1959–1964.
- 6 oktober – Anwar Sadat, Egyptens president 1970–1981 (mördad).[1]
- 18 december - Mehmet Shehu, Albaniens premiärminister (självmord).[1]

### Fotnoter
1. 1 2 3 4 5 6 7 8 9 10 11 12 13 14 15 16 17 18 19 20 21 22 23 24 25 26 27 28 29 30 31 32 33 34 35 36 37 38 39 40 41 42 43 44 45 46 47 48 49 50 51 52 53 54 55 56 57 58 59 60 61 62 63 64 65 66 67 68 69 70 71 72 73 74 75 76 77 78 79 80 81 82 83 84 85 86 87 88 89 90 91 92 93 94 95 96 97 98 99 100 101 102 103 104 105 106 107 108 109 110 111 112 113 114 115 116 117 118 119 120 121 122 123 124 125 126 127 128 129 130 131 132 133 134 135 136 137 138 139 140 141 142 143 144 145 146   Horisont 1981. Bertmarks